# Cementiri del Bosc de Riga
El Cementiri del Bosc de Riga (en letó:Rīgas Meža kapi) és un cementiri a Riga, capital de Letònia. Es troba entre els barris de Mežaparks i Ciekurkalns. El seu territori es divideix en dues seccions i mesura 85 hectàrees.

## Història
La decisió de fundar el cementiri va ser presa el 1910, en aquesta època la ciutat era encara la capital del Govern de Livònia, va ser inaugurat el 19 de juny 1913 per reemplaçar el Gran Cementiri de Riga (obert el 1773), que s'havia quedat insuficient.
L'arquitecte paisatgista Georg Kuphaldt a l'elaboració del plànol, va proposar construir un parc amb un passadís central perpendicular a carrerons i tota mena de petits viaranys boscosos. L'esclat de la Primera Guerra Mundial va fer que no es pogués realitzar tot el projecte i els primers soldats caiguts, van haver de ser enterrats en aquest lloc d'emergència.
Una capella va ser construïda el 1935. Les figures artístiques, els militars i polítics letons tradicionalment han estat enterrats al cementiri del Bosc. Té moltes escultures i monuments funeraris.